# آردون، اوستیای شمالی–آلانیا
شهر آردون، اوستیای شمالی-آلانیا (به روسی: Ардон) در کشور روسیه و در اوستیای شمالی-آلانیا واقع شده‌است.